# Gialdino Gialdini
Gialdino Gialdini (Pescia, 10 novembre 1842 - Pescia, 6 mars 1919) est un compositeur, chef d'orchestre et pianiste italien.

## Biographie
Fils d'un trompettiste, il est initié par lui à la musique. Il a été alors l'élève de Pietro Vallini, organiste de la cathédrale de Pescia, pendant neuf ans.
À l'âge de 17 ans, il a composé et interprété une messe pour un grand orchestre qu'il a dirigé lui-même à Pescia dans l'église de S. Stefano. Il a ensuite étudié à Florence avec Teodulo Mabellini qui a occupé la chaire de composition et de contrepoint à l'Institut musical Cherubini.
À Florence, la Società del Quartetto a interprété l'un de ses Trio pour violon, violoncelle et piano, qui est resté longtemps dans le répertoire de la musique de chambre. En 1868, il a participé à un concours organisé par la direction du  Teatro della Pergola de Florence pour un opéra sérieux, et en a été le lauréat avec Rosmunda sur un livret de Giovanni Battista Canovai, créé le 5 mars de la même année. Il a fait ses débuts en tant que chef d'orchestre et premier violon au Théâtre National (it) de Florence avec l'opéra Il Muratore di Napoli du maestro Mario Aspa.
Il y avait divers orchestres à Florence et Gialdini dirigeait celui d'Enea Brizzi. En 1870, il effectue une tournée en Espagne et en Amérique du Sud. Il donne des concerts au piano et dirige des orchestres. En 1871, de retour à Pescia, il fonde l'Institut musical Pacini où il enseigne lui-même le piano. Mais ce projet n'a pas duré longtemps. La vie du groupe qu'il a repris a été plus durable. Il a promu et dirigé des œuvres à Pescia.
De retour à Florence, il compose deux opéras-comiques, La Secchia Rapita sur le livret de Angelo Anelli (Florence, Teatro Principe Umberto, au printemps 1872, dirigé par Emilio Usiglio, en collaboration avec C. Bacchini, Ettore De Champs (it), Raffaello Felici, Guido Tacchinardi et Usiglio) et le succès de L'Idolo Cinese sur le livret modifié de Giovanni Battista Lorenzi (Ibid., Teatro delle Logge, Carême 1874, toujours en collaboration avec Ettore De Champs (it), Felici et Tacchinardi).

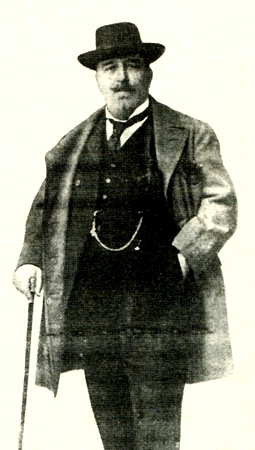
Gialdino Gialdini, en 1910.

Il se consacre donc uniquement à l'activité de premier violon et de chef d'orchestre. Il a dirigé au Politeama et Comunale de Trieste, au Pagliano et à Teatro della Pergola à Florence, au Carlo Felice de Gênes, au Politeama (it) et au Teatro Regio de Turin, au Bellini et au Politeama à Palerme, au San Carlo de Naples, au Théâtre royal de Madrid, au Liceu de Barcelone, au Théâtre italien de Paris, à Berlin et Varsovie, ainsi que dans de nombreux théâtres villes du Mexique et d'Amérique du Nord.
À la Regio de Turin en 1882, il a dirigé Rienzi et Faust et en 1883 Simon Boccanegra, Lucia di Lammermoor et Norma.
À Paris en 1884, il dirige Hérodiade de Jules Massenet avec Joséphine de Reszke, Jean de Reszke, Victor Maurel et Édouard de Reszke.
En 1889 au Teatro Comunale de Bologne, il a dirigé Lohengrin et en 1890 au Teatro Regio de Parme Cavalleria rusticana et Mefistofele.
Il revient à la composition avec l'opéra I Due Soci, un opéra-comique sur un livret de M.E. Fiorentino (Bologne, Théâtre Brunetti, 24 février 1892).
En 1893 au Teatro Costanzi de Rome, il a dirigé Lohengrin et Il Trovatore.
Il a ensuite joué l'opéra en deux actes La Pupilla sur un livret de Carlo Goldoni (Trieste, Philharmonic-Dramatic Society, 23 octobre 1896; ibid., Teatro La Fenice de Venise, 27 octobre 1896), et le mélodrame en un acte, La Bufera, sur un livret de R. Biasoni (Pula, politeama Ciscutti, 26 novembre 1910; repris à Pescia, Teatro Pacini (it), 21 juin 1911, et dans d'autres théâtres).
En 1897, il a dirigé la première mondiale de La falena d'Antonio Smareglia avec Emma Carelli.
Il a également composé La prière du soir pour orchestre, un Menuet pour cordes, des pièces pour piano, quelques œuvres orchestrales et vocales, et a publié avec Giulio Ricordi une intéressante collection de 50 chansons populaires intitulée Eco della Lomba.

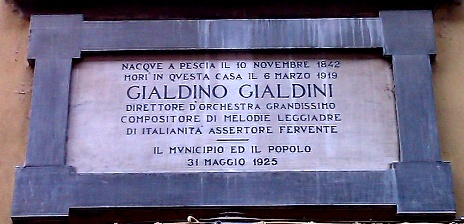
Plaque commémorative à Pescia sur la maison où est mort le compositeur.

En septembre 1904, Gialdini déménage à Trieste, où il occupe le poste de directeur artistique du Conservatoire G. G. Verdi.
En 1911, il dirige La bufera à Pescia. En 1915, après l'entrée de l'Italie dans la Première Guerre mondiale, il a dû quitter Trieste. Il a passé les dernières années de sa vie dans sa ville natale Pescia, où il est décédé le 6 mars 1919, laissant un opéra inachevé. Le 31 mai 1925  a été inaugurée une plaque commémorative sur la maison où il est mort.

## Œuvres (liste partielle)
- Rosmunda (opéra, créé le 5 mars 1868 au Teatro della Pergola de Florence)
- La secchia rapita (opera buffa, créé en 1872 au Teatro Goldoni de Florence)
- L'Idolo cinese (opera buffa, créé en 1874 au Teatro delle Logge de Florence)
- I due soci (opera buffa, créé le 24 février 1892 au Teatro Brunetti de Bologne)
- La Pupilla (opéra en 2 actes, créé le 23 octobre 1896 à la Società Filarmonica Drammatica, Trieste
- La Bufera (opéra, créé le 26 novembre 1910 au Politeama Ciscutti, Pula)
- Album vocale
- Minuetto per archi (édité par Ricordi en 1900)
- Eco della Lombardia  (collezione di 50 canzoni popolari, édité par Gialdini et Giulio Ricordi)